# Charles Grey, 2. jarl Grey
Charles Grey, 2. jarl Grey (født 13. marts 1764, død 17. juli 1845) var en fremtrædende britisk politiker og medlem af whigpartiet. 
Som premierminister gennemførte Grey en omfattende udvidelse af stemmeretten i 1832, og året efter blev slaveriet afskaffet. Den første af disse reformer bidrog paradoksalt nok til, at whigpartiet gradvis gik i opløsning og blev erstattet af det Det liberale parti, hvor mange whigger, men også en del frihandelsvenlige toryer samlede sig. 